# Майк Таллі
Майкл Скотт Таллі (21 жовтня 1956, Лонг-Біч, штат Каліфорнія) — американський стрибун з жердиною. Він двічі представляв Сполучені Штати на Олімпійських іграх, отримавши срібну медаль у 1984 році, і утримував американський рекорд зі стрибків з жердиною з 1984 по 1985 рік.

## Рання кар'єра
Народився в Лонг-Біч, штат Каліфорнія, навчався в Каліфорнійському університеті в Лос-Анджелесі та став чемпіоном NCAA у стрибках з жердиною в 1978 році з висотою 5,53 метра. Він виграв три національні титули в 1977, 1979 і 1986 роках. Він також виграв чемпіонат AAA в 1976 і 1979 роках і чемпіонат Франції в 1977 році.
Він домігся великого успіху на Mt. SAC Relays, завоювавши чотири титули у стрибках із жердиною, кожен із яких був рекордним за висотою. Його остання перемога була здобута на висоті рівно на один фут вище за першу. Він також є першим стрибуном, який подолав 18 футів на змаганнях. Завдяки його зусиллям 1994 року його було введено в Зал слави естафети Mt. SAC.

## Міжнародна кар'єра
Таллі виграв два перші Кубки світу, Кубок світу ІААФ 1977 і 1979 років. Він пройшов відбір до олімпійської збірної США 1980 року, але не зміг взяти участь у змаганнях через бойкот літніх Олімпійських ігор 1980 року. Однак Таллі отримав одну з 461 золотих медалей Конгресу створених спеціально для відсторонених спортсменів. На чемпіонаті світу 1983 року він виступав, не заробивши жодної залікової спроби. Протягом одного місяця в 1984 році він тричі підняв американський рекорд, загалом майже на три дюйми. Завершив сезон срібною медаллю на Олімпійських іграх 1984 року, відібравши американський рекорд у Джеффа Бекінгема, але його національний рекорд було побито в 1985 році.
На Панамериканських іграх він виграв золоті медалі в 1983 і 1987 роках, обидва рази з рекордом чемпіонату, спочатку 5,45 метра, потім 5,71 метра. Він також посів четверте місце на Іграх доброї волі 1986 року.